# Рудники (Квідзинський повіт)
Рудники (пол. Rudniki) — село в Польщі, у гміні Риєво Квідзинського повіту Поморського воєводства.
Населення — 177 осіб (2011).
У 1975—1998 роках село належало до Ельблонзького воєводства.

## Демографія
Демографічна структура станом на 31 березня 2011 року:
|          | Загалом | Допрацездатний вік | Працездатний вік | Постпрацездатний вік |
| -------- | ------- | ------------------ | ---------------- | -------------------- |
| Чоловіки | 94      | 23                 | 65               | 6                    |
| Жінки    | 83      | 22                 | 48               | 13                   |
| Разом    | 177     | 45                 | 113              | 19                   |